# Страстная икона Божией Матери
Страстна́я икона Божией Матери — почитаемая в православии икона Богородицы, относится к иконописному типу Одигитрия. Своё название икона получила по причине изображения рядом с ликом Богородицы ангелов, держащих в руках орудия Страстей Христовых.
Празднование в честь иконы совершается 13 (26) августа (установлено в память перенесения её в Москву), а также в шестое воскресение после Пасхи (в память о чудесных исцелениях, приписываемых иконе).

## История иконы
Происхождение иконы неизвестно. В конце XV века подобный образ был написан Андреосом Рицосом. С прославлением в начале XVII века чтимого списка иконы связано предание о жительнице села Палицы по имени Екатерина, которая, будучи бесноватой, дала обет принять монашество в случае исцеления. Выздоровев, она забыла об обещании, а вспомнив, слегла в постель и трижды в видении ей являлась Богородица. Она указала женщине идти в Нижний Новгород и помолиться перед написанным иконописцем Григорием образом Богородицы с изображением орудий страстей, а также отдать ему для украшения иконы семь серебряных монет, собранных как подаяние именем Богородицы. Екатерина исполнила указание и получила исцеления, после этого предание сообщает о многочисленных чудесах от иконы.
Местный землевладелец князь Борис Лыков, узнав о чудотворной иконе, перенёс её в свою в церковь в селе Палец. В 1641 году по указанию царя Михаила Фёдоровича икону перенесли из села Палец в Москву. На месте её торжественной встречи царём у Тверских ворот вначале возвели каменную церковь, а в 1654 году Алексей Михайлович приказал построить Страстной девичий монастырь. В нём икона находилась до 1919 года, когда монастырь был упразднён и осквернён. Икону перенесли в храм Воскресения Христова в Сокольниках, где она находится в настоящее время.
В 1680 году князем Федором Урусовым в селе Палец в честь иконы была выстроена трехпрестольная каменная церковь. После перенесения иконы в московский Страстной монастырь в храме хранился её чудотворный список. В советские годы храм был закрыт, а здание церкви использовалось как склад и зернохранилище.

## Иконография
Страстная икона относится к иконографическому типу «Одигитрии». Голова Богородицы наклонена к сидящему на её руках младенцу Иисусу. Своими руками Богомладенец держится за правую руку Богородицы: правой рукой он держит её большой палец, а левой сжимает кисть. Лик Богомладенца, исполненный страха, обращён к образу его предстоящих крестных страданий. Этот образ представлен в виде двух ангелов, изображённых по сторонам от лика Богоматери. В руки ангелов помещены орудия страстей — Крест, губка и копьё.

## Страстная икона «И тебе самой душу пройдёт оружие»
Икона из собора города Жиздры Калужской губернии. Изображает Богородицу в молитвенном положении: одна её рука поддерживает лежащего на её коленях младенца Христа, а другой она прикрывает грудь от направленных на неё мечей. Иконография сходна с иконой Богородицы «Умягчение злых сердец» и Семистрельная. Своё название икона получила от пророческих слов Симеона Богоприимца: «и Тебе Самой оружие пройдет душу, — да откроются помышления многих сердец» (Лк. 2:34-35).

## Списки с иконы

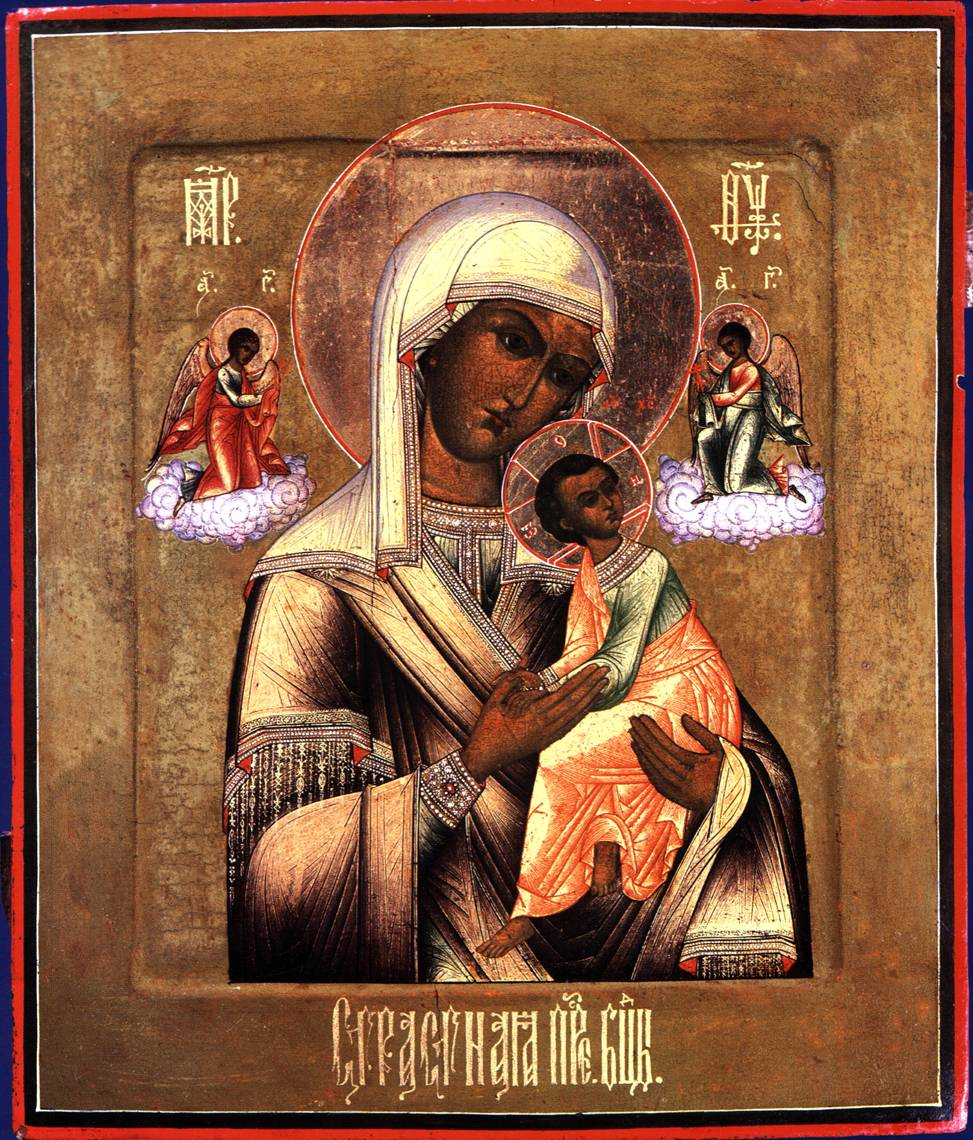
Страстная икона Божией Матери
(Гуслицы, XIX век)

В царствование Иоанна Грозного, в 1547 году, прославилась также Страстная икона Божией Матери, пребывавшая в одном из частных домов Китай-города. 20 февраля в этой части Москвы случились два сильных пожара, истребивших множество жилищ. Среди них невредимым от огня остался только один деревянный дом, где находился Страстной образ. После этого чудесного спасения царь Иоанн повелел принести икону во дворец, где она также прославилась чудотворениями. В скором времени по приказанию царя икона была поставлена в иконостасе церкви Зачатия святой Анны, находившейся недалеко от места, где совершилось чудо во время пожара.
В Липецке есть списки Липецкой иконы Божией Матери «Страстная», которые находятся в Христо-Рождественском кафедральном соборе и в храме Рождества Христова. В честь этой иконы устроен в кафедральном соборе Липецка придел. Образ в соборе считается главной святыней Липецка. Он спас Липецк от холеры в 1831 году. Люди получали в молитвах пред этою иконою чудесные исцеления и утешения. В отличие от обычного изображения, на Липецкой иконе Божией Матери «Страстная» орудия Страстей Господних изображены в увеличенном виде внизу образа, а крест — наискосок за спиной Богоматери, изображённой без Богомладенца.
В селе Енкаеве Темниковского уезда Тамбовской губернии дворовым человеком помещика Нестерова во время разлива речки Ермиши была обретена плывшая по воде Страстная икона Божией Матери. От образа вскоре получили исцеления слепой и несколько расслабленных людей. После этих событий икона была перенесена в енкаевскую Благовещенскую церковь и почиталась как явленная и чудотворная.
Ещё несколько чтимых образов Пресвятой Богородицы Страстная прославились в Спасо-Прилуцком монастыре под Вологдой и в Успенском соборе (Михаило-Архангельском) города Орла.
Особо почиталась резная икона в Страстной часовне (приписной к церкви Троицы на Ямках в селе Репнинском) на Поповской улице в Коломне. В 1920-х годах часовню закрыли. Икону пришлось перенести в Троицкую церковь. Затем Страстная икона попала в окраинный Богоявленский храм в Гончарах.
В деревне Артёмово Пушкинского района Московской области есть церковь Страстной иконы Божией Матери. Богородица в образе Страстной иконы являет заступничество людям, приходящим к ней с молитвой и просящим о помощи. Зафиксированы случаи исцеления от рака. Матерь Божия помогала матерям, скорбящим о своих детях, попавших в беду.

## Молитва перед иконой Богородицы «Страстная»
Молятся об исцелении от холеры, слепые и расслабленные, от пожара.
О Пресвятая Госпоже Владычице Богородице, высши еси всех Ангел и Архангел, и всея твари честнейши, Помощница еси обидимых, ненадеющихся надеяние, убогих Заступница, печальных утешение, алчущих кормительница, нагих одеяние, больных исцеление, грешных спасение, христиан всех поможение и заступление. Спаси, Госпоже, и помилуй раб Твоих, и преосвященные митрополиты, архиепископы и епископы, и весь священнический и иноческий чин, и благоверный правительствующий синклит, и военачальники, и градоначальники, и христолюбивое воинство и доброхоты, и вся православные христианы ризою Твоею честною защити, и умоли, Госпоже, из Тебе без семене воплотившагося Христа Бога нашего, да препояшет нас силою Своею свыше, на невидимыя и видимыя враги наша. О Всемилостивая Госпоже Владычице Богородице, воздвигни нас из глубины греховныя и избави нас от глада, губительства, от труса и потопа, от огня и меча, от нахождения иноплеменных и междоусобныя брани, и от напрасныя смерти, и от нападения вражия, и от тлетворных ветр, и от смертоносныя язвы, и от всякаго зла. Подаждь, Госпоже, мир и здравие рабом Твоим, всем православным христианом, и просвети им ум и очи сердечныя, еже ко спасению; и сподоби ны грешныя рабы Твоя, Царствия Сына Твоего, Христа Бога нашего: яко держава Его благословенна и препрославленна, со Безначальным Его Отцем, и с Пресвятым и Благим и Животворящим Его Духом, ныне и присно и во веки веков. Аминь.